# Walentin Sokołow
Walentin Sokołow pseudonim literacki Walentin Zeka (ur. 27 kwietnia 1927 w Lichosławlu w obwodzie twerskim; zm. 7 listopada 1982 w Nowoszachtyńsku w szpitalu psychiatrycznym) – rosyjski poeta, więzień polityczny, obrońca praw człowieka.